# Sadoganus
Sadoganus is een geslacht van kevers uit de familie  
kniptorren (Elateridae).
Het geslacht is voor het eerst wetenschappelijk beschreven in 1956 door Ôhira.

## Soorten
Het geslacht omvat de volgende soort:
- Sadoganus babai Ôhira, 1956